# Malawische Fußballnationalmannschaft
Die malawische Fußballnationalmannschaft untersteht der Football Association of Malawi und repräsentiert den südafrikanischen Staat Malawi im Fußball. Seit den 1960er Jahren trägt der Verband Länderspiele aus. Vor 1966 gab es die Nationalmannschaft von Nyassaland.
Die größten Erfolge feierte die Mannschaft in den 1980er Jahren. Bis zur Teilnahme am Afrika-Cup 2010 konnte sich Malawi nur 1984 für diesen Wettbewerb qualifizieren. 1987 gewann die malawische Nationalelf die Bronzemedaille bei den All-Africa Games in Kenia. Für eine Weltmeisterschaft konnte sich das Land bisher noch nicht qualifizieren.
Der Deutsche Burkhard Ziese war von 2005 bis 2006 Nationaltrainer Malawis.

## Turniere

### Weltmeisterschaft
| 1966 in England        | nicht teilgenommen |
| 1970 in Mexiko         | nicht teilgenommen |
| 1974 in Deutschland    | nicht teilgenommen |
| 1978 in Argentinien    | nicht qualifiziert |
| 1982 in Spanien        | nicht qualifiziert |
| 1986 in Mexiko         | nicht qualifiziert |
| 1990 in Italien        | nicht qualifiziert |
| 1994 in den USA        | zurückgezogen      |
| 1998 in Frankreich     | nicht qualifiziert |
| 2002 in Südkorea/Japan | nicht qualifiziert |
| 2006 in Deutschland    | nicht qualifiziert |
| 2010 in Südafrika      | nicht qualifiziert |
| 2014 in Brasilien      | nicht qualifiziert |
| 2018 in Russland       | nicht qualifiziert |
| 2022 in Katar          | nicht qualifiziert |

In der Qualifikation für die WM in Brasilien traf Malawi auf Nigeria, Kenia und Namibia. Durch eine 0:2-Niederlage gegen den direkten Konkurrenten Nigeria verpasste Malawi den möglichen Gruppensieg und damit die Qualifikation erst am letzten Spieltag. Im Hinspiel hatte Malawi dem mehrfachen WM-Teilnehmer und Gruppenfavoriten Nigeria in Blantyre ein 1:1 abgetrotzt. Malawi beendete die Gruppe F mit einem Sieg (1:0 in Namibia), vier Remis und einer Niederlage.
Vier Jahre später verpasste Malawi die Qualifikation bereits in der ersten Runde gegen Tansania. Nach einer 0:2-Niederlage im Hinspiel reichte ein 1:0 vor heimischen Publikum nicht aus, um in die zweite Runde einzuziehen.

### Afrika-Meisterschaft
- 1962 bis 1974: nicht teilgenommen
- 1976: nicht qualifiziert
- 1978: nicht qualifiziert
- 1980: nicht teilgenommen
- 1982: nicht qualifiziert
- 1984: Vorrunde
- 1986: nicht qualifiziert
- 1988: nicht teilgenommen
- 1990: nicht qualifiziert
- 1992: nicht teilgenommen
- 1994 bis 2008: nicht qualifiziert
- 2010: Vorrunde
- 2012 bis 2019: nicht qualifiziert
- 2022: Achtelfinale
- 2024: nicht qualifiziert
- 2025: nicht qualifiziert

Malawi qualifizierte sich zum ersten Mal 1984 für eine Fußball-Afrikameisterschaft, als nur acht Mannschaften das Turnier an der Elfenbeinküste bestritten. Nach einer 0:3-Niederlage gegen Algerien, den WM-Teilnehmer von 1982 und 1986, erkämpfte sich der Außenseiter in der zweiten Partie gegen den späteren Finalisten Nigeria ein 2:2. Durch ein 0:1 gegen Ghana beendete Malawi die Gruppenphase mit 1:5 Punkten als Tabellenletzter und schied aus dem Turnier aus.
Nach 26 Jahren nahm Malawi 2010 wieder an einer Afrikameisterschaft teil. Die Mannschaft profitierte davon, dass die kontinentale Ausscheidungsrunde zur WM in Südafrika gleichzeitig als Qualifikationsrunde für den Afrika-Cup diente. So reichte Malawi in den Gruppenspielen der dritten Runde der dritte Platz hinter der Auswahl der Côte d’Ivoire und Burkina Faso und eine Bilanz von nur vier Punkten und 4:11 Toren, um den Sprung zur kontinentalen Endrunde zu schaffen.
Beim Turnier in Angola sorgte das Team des einheimischen Trainers Kinnah Phiri für eine große Überraschung: Im ersten Gruppenspiel besiegte Malawi das für die WM qualifizierte Algerien mit 3:0. Zu den Torschützen gehörte Stürmer Russel Mwafulirwa, der zu dieser Zeit für den schwedischen Erstligisten IFK Norrköping unter Vertrag stand und damit einer von nur zwei in Europa aktiven Spieler des 23-Mann-Kaders war. Die zweite Partie verlor Malawi gegen Gastgeber Angola mit 0:2.
Zum erstmaligen Erreichen des Viertelfinales hätte Malawi im letzten Gruppenspiel ein Unentschieden gereicht. Jedoch verlor die Elf gegen Mali mit 1:3. Schon nach drei Minuten hatten die Malawier mit 0:2 in Rückstand gelegen, ein Tor von Mwafulirwa änderte nichts mehr am Ausscheiden der Mannschaft.

### Afrikanische Nationenmeisterschaft
- 2009: nicht qualifiziert
- 2011: nicht qualifiziert
- 2014: nicht teilgenommen
- 2016: nicht teilgenommen
- 2018: nicht qualifiziert
- 2021: nicht qualifiziert
- 2023: nicht qualifiziert

### Südafrikameisterschaft (COSAFA Cup)
- 1997: Fünfter
- 1998: nicht qualifiziert
- 1999: nicht qualifiziert
- 2000: Viertelfinale
- 2001: Halbfinale
- 2002: Zweiter
- 2003: Zweiter
- 2004: Viertelfinale
- 2005: nicht qualifiziert
- 2006: nicht qualifiziert
- 2007: nicht qualifiziert
- 2008: nicht qualifiziert
- 2009: Viertelfinale
- 2013: Siebter
- 2015: Fünfter
- 2016: Vorrunde
- 2017: Vorrunde
- 2018: Vorrunde
- 2019: Viertelfinale
- 2020: Turnier wegen der COVID-19-Pandemie abgesagt
- 2021: Vorrunde
- 2022: Vorrunde

### Ost-/Mittelafrikameisterschaft
- 1973 – nicht teilgenommen
- 1974 – nicht teilgenommen
- 1975 – Zweiter
- 1976 – Halbfinale
- 1977 – Dritter
- 1978 – Ost-/Mittelafrikameister
- 1979 – Ost-/Mittelafrikameister
- 1980 – Dritter
- 1981 – Vorrunde
- 1982 – Vorrunde
- 1983 – Vierter
- 1984 – Zweiter
- 1985 – Dritter
- 1987 – Rückzug in Vorrunde[2]
- 1988 – Ost-/Mittelafrikameister
- 1989 – Zweiter
- 1990 – Vorrunde
- 1991 – Vorrunde
- 1992 – Vierter
- 1994 – nicht teilgenommen
- 1995 – nicht teilgenommen
- 1996 – nicht teilgenommen
- 1999 – nicht teilgenommen
- 2000 – nicht teilgenommen
- 2001 – nicht teilgenommen
- 2002 – nicht teilgenommen
- 2003 – nicht teilgenommen
- 2004 – nicht teilgenommen
- 2005 – nicht teilgenommen
- 2006 – Viertelfinale
- 2007 – nicht teilgenommen
- 2008 – nicht teilgenommen
- 2009 – nicht teilgenommen
- 2010 – Viertelfinale
- 2011 – Viertelfinale
- 2012 – Viertelfinale
- 2013 – nicht eingeladen
- 2015 – Viertelfinale
- 2017 – nicht eingeladen
- 2019 – nicht eingeladen
- 2021 – nicht eingeladen

## Rekordspieler
(Stand: 18. November 2024)
| Rekordspieler | Rekordspieler      | Rekordspieler | Rekordspieler | Rekordspieler |
| Spiele        | Spieler            | Position      | Zeitraum      | Tore          |
| ------------- | ------------------ | ------------- | ------------- | ------------- |
| 159           | Young Chimodzi     | Abwehr        | 1979–1995     | 13            |
| 133           | Jack Chamangwana † | Abwehr        | 1975–1985     | 10            |
| 129           | Lawrence Waya      | Angriff       | 1982–1996     | 28            |
| 126           | Harry Waya         | ?             | 1977–1987     | 08            |
| 117           | Kinna Phiri        | Angriff       | 1973–1981     | 71            |
| 112           | Gilbert Chirwa     | ?             | 1981–1993     | 04            |
| 110           | Jonathan Billie    | ?             | 1978–1987     | 08            |
| 104           | Joseph Kamwendo    | Mittelfeld    | 2003–2017     | 06            |
| 103           | Felix Nyirongo     | ?             | 1986–1997     | 02            |
| 102           | Peter Mponda       | Abwehr        | 1998–2011     | 02            |

Anmerkung: Von der FIFA werden Spiele gegen Sansibar und in der Qualifikation für die olympischen Fußballturniere nicht anerkannt. In der FIFA-Hunderterliste werden nur Joseph Kamwendo mit 102 und Peter Mponda mit 100 Spielen geführt. Von den 2024 eingesetzten Spielern hat John Banda die meisten Spiele (96) bestritten und Gabadinho Mhango die meisten Tore (18) erzielt.
- Quelle: Malawi – Record International Players[4] (zuletzt aktualisiert am 9. Januar 2025)

## Bekannte Spieler
- Stürmer Daniel Chitsulo ist der einzige malawische Fußballer, der in einer deutschen Profiliga spielte. Er bestritt für den VfL Osnabrück und Rot Weiss Ahlen insgesamt 24 Partien in der 2. Bundesliga. Dabei erzielte er ein Tor. In der Jugend spielte Chitsulo für den 1. FC Köln. Für die Fußball-Afrikameisterschaft 2010 wurde er nicht berücksichtigt.
- Russel Mwafulirwa war jahrelang in Schweden aktiv. Der Angreifer erzielte bei der Afrika-Meisterschaft 2010 zwei Tore und war damit bester Scorer Malawis.
- Abwehrspieler Elvis Kafoteka stand in Hongkong und Ruanda unter Vertrag. Er traf 2010 beim überraschenden 3:0-Sieg gegen Algerien.
- Verteidiger Peter Mponda spielte in Kanada und lange in Südafrika. Er kam bei der Afrika-Meisterschaft 2010 in allen drei Partien über 90 Minuten zum Einsatz.
- Der ehemalige Nationalspieler Kinnah Phiri führte Malawi 2010 als Trainer zum ersten Mal seit 26 Jahren zur Afrika-Meisterschaft.
- Stürmer Essau Kanyenda stand 2003 mit dem FC Rostov im Finale des russischen Pokals. Später stand er auch bei Lokomotive Moskau unter Vertrag.

## Trainer
- Jack Chamangwana (1998–1999)
- Young Chimodzi (1999–2000)
- Kim Splidsboel (2000–2001)
- Alan Gillett (2003) interim
- Edington Ng'onamo (2003–2004)
- John Kaputa (2004)
- Yassin Osman (2004–2005)
- Mike Hennigan (2005) interim
- Burkhard Ziese (2005–2006)
- Kinnah Phiri (2006–2007) interim
- Stephen Constantine (2007–2008)
- Kinnah Phiri (2008–2013)
- Edington Ng'onamo (2013)
- Tom Saintfiet (2013)
- Ernest Mtawali (2015–2016)
- Ramadhan Nsanzurwimo (2016–2017)
- Gerald Phiri (2017)[5]
- Ronny Van Geneugden (2017–2019)
- Meke Mwase (2019–2021)
- Mario Marinica (2021–2023)
- Callisto Pasuwa (2023)
- Patrick Mabedi (seit 2023)